# 요도선
요도선(일본어: 予土線)은 일본 고치현 다카오카군 시만토정의 와카이역부터 에히메현 우와지마시의 기타우와지마역에 이르는 시코쿠 여객철도의 철도 노선(지방 교통선)이다. 고치현과 에히메현을 잇는 유일한 철도 노선이며, 도사 구로시오 철도 나카무라 선과 요산선을 연결하고 있다.

## 노선 정보
- 관할 (사업 종별) : 시코쿠 여객철도 (제 1 종 철도사업자)
- 노선 거리 (영업 거리) : 76.3km
- 궤간 : 1067mm
- 역 수 : 20 (기종점역 포함)
  - 요도 선 소속 역으로 한정된 경우, 종점의 우와지마 역(요산 선 소속)이 제외되어, 19역이 되지만, 기점의 와카이 역은 나카무라 선 소속이었지만, 도사 구로시오 철도로 이관되었기 때문에, JR 노선으로서는 요도 선 소속으로 되어 있다.
- 복선화 구간 : 없음 (전 구간 단선)
- 전철화 구간 : 없음 (전 구간 비 전철화)
- 폐색 방식 : 특수 자동 폐색식(궤도 회로 검지식)
- 최고 속도 :
  - 와카이 역 - 가와오쿠 신호장 간 : 110km/h
  - 가와오쿠 신호장 - 에카와사키 역 간 : 85km/h
  - 에카와사키 역 - 기타우와지마 역 간 : 65km/h

## 역 목록
| 회사 노선명                   | 역 번호 | 역명            | 일본어 역명 | 영업 거리 (km) | 누계 거리 (km) | 접속 노선                              | 소재지   | 소재지      | 소재지     |
| ----------------------------- | ------- | --------------- | ----------- | -------------- | -------------- | -------------------------------------- | -------- | ----------- | ---------- |
| ※                             | TK 26   | 구보카와        | 窪川        | -              | 4.4            | 시코쿠 여객철도 도산 선                | 고치현   | 다카오카군  | 시만토정   |
| ※                             | TK 27   | 와카이          | 若井        | 4.4            | 0.0            | 도사 구로시오 철도 나카무라 선         | 고치현   | 다카오카군  | 시만토정   |
| 시 코 쿠 여 객 철 도 요 도 선 | G 27    | 와카이          | 若井        | 4.4            | 0.0            | 도사 구로시오 철도 나카무라 선         | 고치현   | 다카오카군  | 시만토정   |
| 시 코 쿠 여 객 철 도 요 도 선 |         | 가와오쿠 신호장 | 川奥信号場  | -              | 3.6            | (나카무라 선과 요산 선의 실제 분기점)  | 고치현   | 하타군      | 구로시오정 |
| 시 코 쿠 여 객 철 도 요 도 선 | G 28    | 이에지가와      | 家地川      | 5.8            | 5.8            |                                        | 고치현   | 다카오카 군 | 시만토 정  |
| 시 코 쿠 여 객 철 도 요 도 선 | G 29    | 우쓰이가와      | 打井川      | 4.9            | 10.7           |                                        | 고치현   | 다카오카 군 | 시만토 정  |
| 시 코 쿠 여 객 철 도 요 도 선 | G 30    | 도사타이쇼      | 土佐大正    | 6.9            | 17.6           |                                        | 고치현   | 다카오카 군 | 시만토 정  |
| 시 코 쿠 여 객 철 도 요 도 선 | G 31    | 도사쇼와        | 土佐昭和    | 8.9            | 26.5           |                                        | 고치현   | 다카오카 군 | 시만토 정  |
| 시 코 쿠 여 객 철 도 요 도 선 | G 32    | 도카와          | 十川        | 4.5            | 31.0           |                                        | 고치현   | 다카오카 군 | 시만토 정  |
| 시 코 쿠 여 객 철 도 요 도 선 | G 33    | 하게            | 半家        | 7.9            | 38.9           |                                        | 고치현   | 시만토시    | 시만토시   |
| 시 코 쿠 여 객 철 도 요 도 선 | G 34    | 에카와사키      | 江川崎      | 3.8            | 42.7           |                                        | 고치현   | 시만토시    | 시만토시   |
| 시 코 쿠 여 객 철 도 요 도 선 | G 35    | 니시가호        | 西ヶ方      | 2.7            | 45.4           |                                        | 고치현   | 시만토시    | 시만토시   |
| 시 코 쿠 여 객 철 도 요 도 선 | G 36    | 마쓰치          | 真土        | 5.9            | 51.3           |                                        | 에히메현 | 기타우와군  | 마쓰노정   |
| 시 코 쿠 여 객 철 도 요 도 선 | G 37    | 요시노부        | 吉野生      | 1.7            | 53.0           |                                        | 에히메현 | 기타우와군  | 마쓰노정   |
| 시 코 쿠 여 객 철 도 요 도 선 | G 38    | 마쓰마루        | 松丸        | 2.3            | 55.3           |                                        | 에히메현 | 기타우와군  | 마쓰노정   |
| 시 코 쿠 여 객 철 도 요 도 선 | G 39    | 이즈메          | 出目        | 3.5            | 58.8           |                                        | 에히메현 | 기타우와군  | 기호쿠정   |
| 시 코 쿠 여 객 철 도 요 도 선 | G 40    | 지카나가        | 近永        | 1.6            | 60.4           |                                        | 에히메현 | 기타우와군  | 기호쿠정   |
| 시 코 쿠 여 객 철 도 요 도 선 | G 41    | 후카타          | 深田        | 2.1            | 62.5           |                                        | 에히메현 | 기타우와군  | 기호쿠정   |
| 시 코 쿠 여 객 철 도 요 도 선 | G 42    | 오우치          | 大内        | 2.9            | 65.4           |                                        | 에히메현 | 우와지마시  | 우와지마시 |
| 시 코 쿠 여 객 철 도 요 도 선 | G 43    | 후타나          | 二名        | 1.5            | 66.9           |                                        | 에히메현 | 우와지마시  | 우와지마시 |
| 시 코 쿠 여 객 철 도 요 도 선 | G 44    | 이요미야노시타  | 伊予宮野下  | 2.2            | 69.1           |                                        | 에히메현 | 우와지마시  | 우와지마시 |
| 시 코 쿠 여 객 철 도 요 도 선 | G 45    | 무덴            | 務田        | 0.9            | 70.0           |                                        | 에히메현 | 우와지마시  | 우와지마시 |
| 시 코 쿠 여 객 철 도 요 도 선 | G 46    | 기타우와지마    | 北宇和島    | 6.3            | 76.3           | 시코쿠 여객철도 요산선 (마쓰야마 방면) | 에히메현 | 우와지마시  | 우와지마시 |
| ※                             | G 47    | 우와지마        | 宇和島      | 1.5            | 77.8           |                                        | 에히메현 | 우와지마시  | 우와지마시 |